# Comuna Lunca, Teleorman
Lunca (în trecut, Râioasa) este o comună în județul Teleorman, Muntenia, România, formată din satele Lunca (reședința) și Prundu.

## Istorie
La sfârșitul secolului al XIX-lea, comuna purta numele de Râioasa, făcea parte din plasa Călmățuiul al județului Teleorman și era alcătuită doar din satul Râioasa cu o populație de 1707 de locuitori. În comună exista o școală mixtă cu 49 de elevi și o biserică. Anuarul Socec din 1925 consemnează comuna în plasa Turnu Măgurele a aceluiași județ, cu o populație de 3166 de locuitori (în satele Râioasa și Pleașov).
În anul 1950, comuna a trecut în administrația raionului Turnu Măgurele al regiunii Teleorman, raion care, doi ani mai târziu, a fost inclus în regiunea București, iar satul Pleașov a fost retrocedat comunei Saelele. Între timp, satul primește și satul actual Prundu (pe atunci, Rudari).
În anul 1964, satul Rudari a primit numele de Prundu iar satul Râioasa a primit numele de Lunca., iar în anul 1968, comuna a fost transferată la județul Teleorman, căpătând forma actuală, primind și satele comunei Saelele. Satele Pleașov și Saelele s-au desprins din nou în anul 2004, pentru a forma comuna Saelele, iar de la aceea dată, comuna are forma actuală.

## Demografie
Componența etnică a comunei Lunca
     Români (47%)
     Romi (42,99%)
     Alte etnii (0%)
     Necunoscută (10,02%)
Componența confesională a comunei Lunca
     Ortodocși (89,06%)
     Alte religii (0,89%)
     Necunoscută (10,05%)
Conform recensământului efectuat în 2021, populația comunei Lunca se ridică la 3.145 de locuitori, în scădere față de recensământul anterior din 2011, când fuseseră înregistrați 3.350 de locuitori. Cei mai mulți locuitori sunt români (47%), cu o minoritate de romi (42,99%), iar pentru 10,02% nu se cunoaște apartenența etnică. Din punct de vedere confesional, majoritatea locuitorilor sunt ortodocși (89,06%), iar pentru 10,05% nu se cunoaște apartenența confesională.

## Politică și administrație
Comuna Lunca este administrată de un primar și un consiliu local compus din 13 consilieri. Primarul, Valeriu-Florin Purcea[*], de la Partidul Social Democrat, este în funcție din octombrie 2020. Începând cu alegerile locale din 2024, consiliul local are următoarea componență pe partide politice:
|  | Partid                          | Consilieri | Componența Consiliului | Componența Consiliului | Componența Consiliului | Componența Consiliului | Componența Consiliului | Componența Consiliului | Componența Consiliului | Componența Consiliului | Componența Consiliului |
|  | ------------------------------- | ---------- | ---------------------- | ---------------------- | ---------------------- | ---------------------- | ---------------------- | ---------------------- | ---------------------- | ---------------------- | ---------------------- |
|  | Partidul Social Democrat        | 9          |                        |                        |                        |                        |                        |                        |                        |                        |                        |
|  | Alianța pentru Unirea Românilor | 4          |                        |                        |                        |                        |                        |                        |                        |                        |                        |